# Pratz (Préizerdaul)
Pratz (luxemburgisch Prozⓘ) ist ein Ortsteil der Gemeinde Préizerdaul, Kanton Redingen, im Großherzogtum Luxemburg. 

## Lage
Pratz ist der nördlichste Ortsteil von Préizerdaul und liegt an der N 12. Nachbarorte sind im Norden Grosbous und im Süden Bettborn und Reimberg.

## Allgemeines
Pratz ist ein ländlich geprägtes Straßendorf und von Wiesen umgeben.